# Els Oms (Rivert)
Els Oms és un paratge del terme municipal de Conca de Dalt, a l'antic terme de Toralla i Serradell, al Pallars Jussà, en territori del poble de Rivert.
Està situat al sud-est de Rivert, a l'esquerra del barranc de Rivert, al nord dels Planells i al nord-oest de Caners, al sud-oest de Llaunes i al sud-est de la Coma.